# عوض سعود عوض
عوض سعود عوض كاتب وروائي وصحفي فلسطيني يعيش في سوريا. له 18 مؤلفاً ثلاث روايات و13 مجموعات قصصية وكتابان حول الفلكلور الفلسطيني. يعد من أهم الروائيين العرب الفلسطينيين. بدأ الكتابة في نهاية السبعينات وعمل في مجال التدريس، وساهم في إغناء الحياة الثقافية عبر مقالاته وكتاباته.
عضو في اتحاد الكتاب العرب منذ عام 1989 وكذلك عضو في اتحاد الكتاب والصحفيين الفلسطينيين منذ عام 1979.

## حياته
ولد عوض سعود عوض في جب يوسف قضاء صفد في فلسطين 1943. في عام 1948 لجأ والداه إلى سوريا نتيجة لحرب 1948. عاش في سوريا في مخيم خان الشيح ودرس فيها التعليم الابتدائي والإعدادي ثم درس الثانوية في دمشق بعدها في معهد إعداد المعلمين التابع لوكالة الامم المتحدة لإغاثة وتشغيل اللاجئين الفلسطينيين UNRWA في دير بعلبة في حمص، ثم بدأ العمل في التدريس كما تابع دراسته وحصل على إجازة في التاريخ من كلية الآداب جامعة دمشق في عام 1971. متزوج من السيدة مريم كريم الحامد التي ساهمت في تشجيعه على الكتابة وفقا له.
عمل مدرسا في وكالة الامم المتحدة لإغاثة وتشغيل اللاجئين الفلسطينيين واستقال منها في 1996.

## حياته الأدبية
بدأ عوض سعود عوض الكتابة الأدبية والبحثية في نهاية السبعينيات من القرن الماضي وأصدر مجموعته القصصية الأولى «رحلة إلى مجلة الأندروميديا» سنة 1981. أسس مركز التراث الشعبي الفلسطيني في دمشق وأشرف لعشر سنوات على احتفالات أسبوع الفلكلور الفلسطيني في العاصمة السورية دمشق. وكان مديرا للمركز في الفترة ما بين 1991 حتى 1994.
كما عمل صحفيا في مجلة النافذة منذ 1990 حتى 1994. وساهم مع مجموعة من الأدباء والمثقفين السوريين في إنشاء منتدى أدبي يعقد مرة في الشهر في أحد منازل الأعضاء الملتزمين به ويتداول فيه الأدباء أحوال الثقافة ونشاطاتهم الأدبية. وانتظمت هذه اللقاءات الأدبية على مدى أكثر من 30 عاماً حيث يعد مع الشاعر محمد خالد رمضان والكاتب محمود مفلح البكر وغيرهم من المؤسسين للمنتدى في دمشق، كما التزم بالحضور عدد من الأدباء منهم الشاعر ميخائيل عيد - الكاتب باسم عبدو - الشاعر عبد القادر الحصني- الشاعر سليمان السلمان - سليمان البوطي - والدكتور خير الله سعيد (أبو سعاد) - والدكتور فرحان اليحيى -الشاعر فايز العراقي، والباحثة الكردية ديا جوان- والشاعر نوري الجراح قبل سفره خارج سوريا، وتم استضافة عدد من الشخصيات الأدبية في سوريا منهم: سعيد حورانية - خيري الذهبي - أحمد يوسف داوود - فايز خضور - د. طيب تيزيني وغيرهم. 
يعد من نقاد القصة والرواية في سوريا، وتعد مساهماته في هذا المجال كبيرة إذ تجاوزت عدد المقالات النقدية التي كتبها الـ 500 مقالة، كما كانت له مساهمات كثيرة في التراث الشعبي الفلسطيني.
كما أنه ألقى محاضرات أدبية في معظم المدن والبلدات السورية. ونشر في الصحف والمجلات السورية والفلسطينية والعربية. وتجاوز عدد مقالاته المنشورة الـ 1500 مقالة مابين القصة والنقد الأدبي والدراسات الأدبية وكذلك الدراسات في مجال الفلكلور في فلسطين بشكل خاص وفي منطقة بلاد الشام بشكل عام.
نشر قصصه ودراساته النقدية ومقالاته بما يزيد عن خمسين جريدة أو مجلة ومن أهمها:
الأسبوع الأدبي– الموقف الأدبي– بيادر– الكاتب العربي– الكاتب الفلسطيني– شؤون أدبية – المعرفة السورية- البحرين الثقافية- دراسات اشتراكية- المأثورات الشعبية- تراث الشعب الليبية- الثقافة الشعبية البحرانية – البيان الكويتية – والرافد الصادرة في الشارقة.
كما كان رئيس لجنة تحكيم مسابقة منبج للقصة القصيرة على مستوى سوريا عام 2009.
كان مقرراً لجمعية القصة والرواية في اتحاد الكتاب العرب للسنوات التالية 2005-2006، 2009-2010، حيث ترأس اجتماعاتها الشهرية وأشرف على مهرجاناتها القصصية وندواتها الروائية وتكريم أحد أعلام الجمعية سنوياً وإصدار عدد خاص بالقصة القصيرة في سوريا في عام 2006.

### أنشطة جمعية القصة والرواية
عام 2005:
مهرجان القصة تحت عنوان «صورة الآخر في القصة القصيرة» أقيم في يومي 5 و6 تموز، في مقر اتحاد الكتاب العرب في دمشق.
الندوة السنوية بعنوان «دور الروائي في التغيير» في 13 / 12، في مقر اتحاد الكتاب العرب في دمشق.
تكريم الأديب خيري الذهبي في المركز الثقافي في المزة في 23 / 11.
في 2006:
مهرجان القصة تحت عنوان «المفارقة والغرائبية في القصة القصيرة» أقيم بحمص في يومي 9 و 10 أيار، استضافة الأديب اللبناني الدكتور علي حجازي.
ندوة الرواية بعنوان «تعدد صيغ الخطاب» في 6 / 9 ضيف الندوة الأديب الأردني محمد عبيدالله، في مقر اتحاد الكتاب العرب في دمشق.
تكريم الأديب حسن حميد في مكتبة الأسد في 6 كانون الأول.
في 2009:
مهرجان القصة بعنوان «المكان في القصة القصيرة – فلسطين أنموذجاً» بتاريخ 4 تشرين الأول، في مقر اتحاد الكتاب العرب في دمشق.
ندوة الرواية «فلسطين في الرواية العربية» ضيفها الروائي الأردني جمال ناجي بتاريخ 7 ت1، في مقر اتحاد الكتاب العرب في دمشق.
تكريم الأديب مالك صقور في مدينة طرطوس بتاريخ 9 / 12.
في 2010:
مهرجان القصة بعنوان «التخييل في القصة القصيرة» في 2 / 6، في مقر اتحاد الكتاب العرب في دمشق.
ندوة الرواية بعنوان «الزمن في الخطاب الروائي» في 13 ت1. استضافة الأردني صبحي فحماوي والفلسطيني رشاد أبو شاور، في مقر اتحاد الكتاب العرب في دمشق.
تكريم ملك حاج عبيد في المركز الثقافي بجبلة بتاريخ 13 / 11.

### المقالات والدراسات النقدية
نشر مقالات ودراسات نقدية عن بعض الأسماء الأدبية الهامة ومنها:

- شوقي بغدادي - د. خليل الموسى - عادل أبو شنب - جمال ناجي - وليد إخلاصي - إبراهيم الخليل - غسان كنفاني - فيصل حوراني - صبحي فحماوي - عبد الرحمن مجيد الربيعي - الطيب صالح - محمد خالد رمضان - ميخائيل عيد - محمود درويش - نزار بريك هنيدي - أحمد يوسف داوود - كوليت خوري - سالم النحاس - حيدر حيدر - أمين معلوف - خيري الذهبي - عبد الكريم ناصيف - أحلام مستغانمي - فايز خضور - باسم عبدو - إلياس أنيس خوري - يحيى يخلف - أنيسة عبود - نجوى بركات - الكاتب النرويجي جوستاين غاردر - الروائي الشركسي ميخائل لاخفينتسكي.
أهم ألأدباء والنقاد الذين قدموا آراء نقدية ودراسات عن كتبه:
د. خليل الموسى- د. فرحان اليحيى- د. قاسم مقداد- د. يوسف حطيني- محمد خالد رمضان- باسم عبدو- خيري الذهبي- جميل شقير- فوزات رزق- إسماعيل عامود- فائق محمد حسين- ناصر يوسف أحمد.
شارك بندوات نقدية منها:
- ندوتا كاتب وموقف الأولى عن الفن الشعبي الفلسطيني بمشاركة الشاعر خالد أبو خالد في  14 – 9 – 1983، والثانية لنقد رواية «النمس والأفاعي» بتاريخ 29 – 9 – 2015
- ندوة الرواية العربية التي أقيمت بدار الأسد للثقافة – الرقة.
- ندوة الرواية والسياسة أقيمت في ثقافي المزة بتاريخ 30 / 12 / 1999.
- ندوة الحرية في الرواية العربية أقيمت في ثقافي المزة بتاريخ 2 / 11 / 2011.
إضافة إلى ندوات عن روايات وكتب أو قصص في المراكز الثقافية أو في جلسات جمعية القصة، أو في الجلسات الأدبية.

### الأبحاث والدراسات التراثية
- دلالات الرقصات والأغاني البدوية في بلاد الشام- مجلة الثقافة الشعبية البحرينية - العدد 34، عام 2016.
- البيت الريفي في بلاد الشام - مجلة (الحرفيون)، عدد مزدوج 252، 253 - عام 2012.
- الأكلات الشعبية في بلاد الشام - مجلة الثقافة الشعبية البحرينية - العدد الرابع 2011. 
- أساطير الخصب في بلاد الشام - مجلة المأثورات الشعبية القطرية- عدد مزدوج 51، 52 - 1998.
- الماء في التراث الشعبي الفلسطيني - مجلة المأثورات الشعبية القطرية- العدد 27- 1992.
- في الأغنية الشعبية الفلسطينية - مجلة تراث الشعب الليبية - عدد 3 - 1991.
- التراث الشعبي في أدب غسان كنفاني، مجلة الكاتب الفلسطيني، عدد 23 عام 1991، ونشرت كذلك في مجلة شؤون أدبية في العدد 11 شتاء 1990.
- في الحكاية الشعبية الفلسطينية - مجلة تراث الشعب الليبية العدد الرابع 1990.
- الزخارف والنقوش في ثوب المرأة الفلسطينية - مجلة المأثورات الشعبية القطرية- العدد 13- 1989.
- 12 بحثا متسلسلاً عن التراث الشعبي الفلسطيني في مجلة الظفرة- أبو ظبي العدد 261-272 عام 1981.

### الأبحاث والدراسات الأدبية
- العشق في قصة (حبّ أول وحبّ أخير) (للقاص عبد السلام العجيلي)، الموقف الأدبي العدد 602-2021 ص 53-59..
- الناحية الاجتماعية والواقعية في قصص سعيد حورانية، الأسبوع الأدبي العدد 1748-2021 ص 11..
- دراسة نقدية عن مجموعة (تاريخ جرح - للقاص فؤاد الشايب) – الأسبوع الأدبي العدد1708-2020..
- السخرية والواقع الاجتماعي في قصص حسيب كيالي، الموقف الأدبي العدد 598-2021 ص 41–47..
- صخب الحياة وعنفوانها في قصص غادة السمان، الموقف الأدبي العدد 593-2020 ص 153–158..
- دراسة نقدية عن قصص (أقوى من السنين) للقاصة وداد سكاكيني، الأسبوع الأدبي العدد 1702-2020 ص 3..
- تجارب الحياة في قصص ربيع وخريف للقاص علي الخلقي - الاسبوع الادبي عدد 1697-2020..
- تعبيرات المكان في قصص (وطن وخبز وذاكرة للكاتبة رندة عوض) - مجلة الموقف الأدبي، مجلد 48 عدد 583-2019..
- دراسة عن قصص حيدر حيدر - مجلة المعرفة السورية عدد 663 - 2018.
- الكلمة في النص الأدبي - القص السوري الحديث أنموذجاً- مجلة المعرفة السورية عدد 653 - 2018.
- دراسة في رواية (النمس والأفاعي) مجلة المعرفة السورية العدد 631 - 2016.
- تجليات قصيدة النثر – ديوان أبشرك بي أنموذجاً- ألقيت في اللقاء الأدبي 2013 ونشرت في مجلة المعرفة العدد 642 - آذار 2017.
- الزمن في السرد الروائي- محاضرة نشرت في جريدة البعث عدد 14146 - 2011.
- بناء النص ودلالاته- محاضرة ألقيت في ثقافي صحنايا في 3-8-2011.
- القصة القصيرة السورية.. نشأة وتطوراً، ترجمت إلى اللغة التركية وألقيت في أنقرة باتحاد كتاب تركيا، حيت كان عضواً في وفد اتحاد الكتاب العرب من 27 إلى 30 حزيران 2008.
- دراسة عن ديوان د. خليل الموسى بعنوان «التوق إلى النهار» الموقف الأدبي عدد 421 - 2006.
- الرواية العربية والقضايا السياسية- مواجع الشتات أنموذجاً- الكاتب العربي عدد 63/64 - 2004.
- المكان في الرواية العربية- مجلة المعرفة السورية عدد 473 - 2003.
- دراسة بعنوان «البنية المكانية والأسلوب في رواية –الجوزاء-» الموقف الأدبي عدد 369 - 2002.
- دراسة في رواية (زهرة اللوتس) مجلة المعرفة السورية عدد 374 - 1994.
- دراسة عن عالم عبد الرحمن مجيد الربيعي الروائي والقصصي- النافذة عدد 2 - 1990.
- أفاق أدب الأطفال ومستقبله- الثقافة الشهرية عدد تموز 1980.

### المقابلات
1. مقابلة مع الأديب عوض سعود عوض المحاور سلام مراد الموقف الأدبي المجلد 49، ع 594-2020 ص131–142.[13].

المسيرة عدد 1572/ 2007 أجرت المقابلة نجلاء بكرو.
1. ملحق الثورة 515/ 2006 مقابلة عن مهرجان القصة.
2. السياسة الكويتية- عدد 13268/ 2005 أجرت المقابلة دعجاء زينة.
3. جريدة النور عدد 226/ 2005 أجرتها دعجاء زينة.
4. جريدة الوحدة عدد 5686/ 2003 أجرت المقابلة سوسن محمود كفى.
5. الزمان عدد 1264/ 2002 أجرى المقابلة والحوار إبراهيم اليوسف.
6. بلسم عدد 230/ 1994 أجراها محمد خليل.
7. الثقافة الجديدة اليمنية عدد 1/السنة 18/ 1988 أجرى المقابلة عبد جعفر.
8. البعث عدد13997 مقابلة عن القصة القصيرة.

### شهادات التقدير والتكريم
1. شهادة تقدير من رابطة الأدباء الكويتيين لفوزه بمسابقة القصة القصيرة عن الدورة السادسة من مسابقة واحة الأدب في الكويت عن شهر مارس (آذار) 2017.
2. شهادة شكر وتقدير من واحة الأدب في الكويت ورابطة الأدباء الكويتيين لفوزه بمسابقة القصة القصيرة عن شهر يونيو (حزيران) 2016.
3. شهادة شكر وتقدير من اتحاد الكتاب والصحفيين الفلسطينيين لمشاركته في مسابقة القصة القصيرة (دورة سميرة عزام) في 16-12-2010.
4. شهادتي تقدير من مدير ثقافة حلب ورئيس مجلس مدينة حلب لحصوله على المركز الثالث في مسابقة الأجيال الأدبية التي أقيمت في مديرية الثقافة في حلب في 18و19/ 10 / 2010.
5. جائزة منبج للإبداع الفكري لتشجيعه النشاط الثقافي في مدينة منبج، صادرة عن مديرية الثقافة في حلب في 2010.
6. شهادة تكريم من مدير المركز الثقافي الروسي (الكسندر ساريموف) في دمشق في شباط 2010 لمساهمته في رفد مسيرة القصة القصيرة، وتنظيمه مهرجاناتها في المركز لمدة لا تقل عن أربع سنوات.
7. شهادتي تقدير من كل من محافظ الرقة، ومن دار الاسد للثقافة بمدينة الثورة للمشاركة الفعالة في الملتقى القصصي العربي التاسع في مدينة الثورة من 15 حتى 18-12-2008.
8. جائزة المزرعة في محافظة السويداء لرواية «ويزهر القندول» الصادرة عام 1997.

## مؤلفاته

### الروايات

#### غرباء منتصف الطريق
تناول الكاتب احتلال إسرائيل للجولان في حرب 1967، إضافة إلى الوضع الاجتماعي والاقتصادي والسياسي عام 1987 – 1988 الذي أظهر الغربة وتفشي الرشوة والفساد الذي نخر ليس فقط دوائر الدولة، بل المجتمع بشكل عام. تحدثت الرواية عن دمشق وغوطتها، وأبرزت بعض العادات والتقاليد الدمشقية. تقع في 206 صفحات من القطع الكبير. استغرقت كتابتها من 1998 – 2002، نشرت ضمن منشورات اتحاد الكتاب العرب عام 2006، صدر عنها 6 مابين مقالة ودراسة نقدية، و 3 ندوات.
- غرباء منتصف الطريق، رواية، عوض سعود عوض، الناشر: اتحاد الكتاب العرب، دمشق، 2006.

#### ويزهر القندول
تعد من روايات أدب السجون تتحدث عن السجون الإسرائيلية، ومعاملة المعتقلين والسجناء العرب في هذه السجون، حيث أجرى الكاتب مقابلات مع معتقلين كانوا في السجون، وبعد اكتمال الموضوع وضع مخططاً لكتابتها، استغرقت كتابتها من 1990 – 1994 تقع في 328 صفحة من القطع الكبير، أصدرت ضمن منشورات اتحاد الكتاب العرب عام 1997. صدرت عنها 15 مابين مقالة ودراسة نقدية و6 ندوات.
- ويزهر القندول، رواية، عوض سعود عوض، الناشر: اتحاد الكتاب العرب، دمشق 1997.

#### الوداع
هي التجربة الأولى لكتابة الرواية، استلهم موضوعها من الوضع الاجتماعي والاقتصادي للفلسطينيين «مخيم خان الشيح أنموذجاً»، ومن المقاومة الفلسطينية في لبنان واجتياح إسرائيل للبنان وصولاً إلى بيروت عام 1982 كتبت الرواية عام 1983، وكان وقت كتابتها من منتصف الليل وحتى الصباح على مدار نصف سنة، طبعت عام 1987 بالتعاون مع اتحاد الكتاب العرب، في دار الجاحظ، عدد صفحاتها 304 من القطع الوسط. صدرت عنها 8 ما بين مقالة ودراسة نقدية، وأقيمت عنها ندوتان.
- الوداع، رواية، عوض سعود عوض، الناشر: دار الجاحظ، دمشق 1987.

### الدراسات

#### تعبيرات الفولكلور الفلسطيني
كتاب جامع لصنوف التعبيرات الفولكلورية الفلسطينية، يصور ملامح الشخصية الفلسطينية بأبعادها الثقافية في بناها الاجتماعية ونسيجها الفكري، ضم مقدمة وثمانية فصول هي: مدخل لدراسة التعبيرية، المثل الشعبي، الأغنية الشعبية، الرقص الشعبي، الثوب الشعبي، الحكاية الشعبية، المعتقد الشعبي، الماء في التراث الشعبي. يقع الكتاب في 326 صفحة من القطع المتوسط. استغرقت كتابته حوالي سنتين ونصف. صدرت عنه 4 دراسات نقدية وندوتان. إصدار دار كنعان عام 1993.
- تعبيرات الفلكلور الفلسطيني، عوض سعود عوض، الناشر: دار كنعان، دمشق 1993.

#### دراسات في الفولكلور الفلسطيني
ضم سبعة فصول وملحقاً بالكلمات الصعبة، تناول تراث بدو شمال فلسطين في الرقص والغناء، وفي التنجيم والتداوي، وفي الأمثال البدوية، وفي الخرافات والأساطير، وفي الأشغال اليدوية، وفي عادات وتقاليد البدو، وأخيراً فهرس بالوثائق والنصوص. اعتمد الباحث على المسح الميداني واللقاء مع عدد من كبار السن. استغرق هذا حوالي ثلاث سنوات، يقع الكتاب في 324 صفحة من القطع الكبير. من إصدار دائرة الإعلام والثقافة في منظمة تحرير فلسطين عام 1983 صدرت عنه دراستان نقديتان، وندوة واحدة.
- دراسات في الفلكلور الفلسطيني، عوض سعود عوض، الناشر: دائرة الاعلام والثقافة - منظمة التحرير الفلسطينية، دمشق 1983.

### المجموعات القصصية
- قصص فلسطينية، عوض سعود عوض، إصدار اتحاد الكتاب العرب، دمشق 2024..
- عناق الفراشة والوردة، عوض سعود عوض، إصدار الهيئة العامة السورية للكتاب - وزارة الثقافة، دمشق 2021..
- ارتحال لجة الشروق، عوض سعود عوض، قصص قصيرة، الناشر: اتحاد الكتاب العرب، دمشق 2021.
- متاهة العشق، عوض سعود عوض، إصدار الهيئة العامة السورية للكتاب - وزارة الثقافة، دمشق 2019.
- أفراح مؤجلة، عوض سعود عوض، الناشر: وزارة الثقافة، دمشق 2004.
- غفوة لهديل الرماد، عوض سعود عوض، الناشر: اتحاد الكتاب العرب، دمشق 2011.
- سفر الحناء، عوض سعود عوض، الناشر: اتحاد الكتاب العرب، دمشق 2009.
- طوفان الليل، عوض سعود عوض، الناشر: اتحاد الكتاب العرب، دمشق 2005.
- أفراح مؤجلة، عوض سعود عوض، الناشر: وزارة الثقافة، دمشق 2004.
- إضاءات على جدار الذكرى، عوض سعود عوض، الناشر: اتحاد الكتاب العرب، دمشق 2002.
- الانتظار، عوض سعود عوض، الناشر: اتحاد الكتاب العرب، دمشق 1994.
- سفينة الحرية، (قصص للاطفال)، عوض سعود عوض، الناشر: دار الشيخ، دمشق 1988.
- النخلة وشجرة الموز، (قصص للاطفال)، عوض سعود عوض، دمشق 1983.
- رحلة إلى مجرة الأندروميديا، (قصص للاطفال)، عوض سعود عوض، دمشق 1981.

### عينة لقصص ومقالات منشورة
1- عن البنية المكانية والاسلوبية في رواية الجوزاء، مقالة نقدية، عوض سعود عوض، مجلة الموقف الأدبي-سوريا.
2- عالمان لا يلتقيان، دراسة نقدية للجزء الثاني من رواية الطريق إلى الشمس، عوض سعود عوض، مجلة الموقف الأدبي-سوريا.
3- نظرة في مجموعة فتاة عادية، مقالة نقدية، عوض سعود عوض، مجلة الموقف الأدبي-سوريا.
4- رواية البدد، مقالة نقدية، عوض سعود عوض، مجلة الموقف الأدبي-سوريا.
5- شواطئ الأحلام، قصة، عوض سعود عوض، مجلة الموقف الأدبي-سوريا.
6- أهدى من قطاة، قصة، عوض سعود عوض، مجلة الموقف الأدبي-سوريا.
7- قراءة في رواية قلوب منسية، مقالة نقدية، عوض سعود عوض، مجلة الموقف الأدبي-سوريا.
8- محاولة التحديث في قصص أمرأة لكل الفصول، مقالة نقدية، عوض سعود عوض، مجلة الموقف الأدبي-سوريا.
9- الرقصة الأخيرة، قصة، عوض سعود عوض، مجلة الموقف الأدبي-سوريا.
10- سيدة ليست لهذا المقام، قصة، عوض سعود عوض، مجلة الموقف الأدبي-سوريا.
11- ترنيمة الوداع، قصة، عوض سعود عوض، مجلة الموقف الأدبي-سوريا.
12- عزف على حب ضائع، قصة، عوض سعود عوض، مجلة الموقف الأدبي-سوريا.
13- الحبيب يرجع عارياً، قصة، عوض سعود عوض، مجلة الموقف الأدبي-سوريا.
14- لا يكتمل الزواج إلا بأربع، قصة، عوض سعود عوض، مجلة الموقف الأدبي-سوريا.
15- وجدت قدري، قصة، عوض سعود عوض، مجلة الموقف الأدبي-سوريا.
16- امرأة تكسر أغلالها، قصة، عوض سعود عوض، مجلة الموقف الأدبي-سوريا.